# Serra-di-Scopamène
Serra-di-Scopamène (A Sarra di Scupamena en idioma corso) es una comuna y población de Francia, en la región de Córcega, departamento de Córcega del Sur. Es la cabecera del cantón de Tallano-Scopamène.
Su población en el censo de 1999 era de 120 habitantes.

## Demografía
| 282 | 299 | 283 | 237 | 154 | 120 |
| Para los censos de 1962 a 1999 la población legal corresponde a la población sin duplicidades (Fuente: INSEE [Consultar]) |     |     |     |     |     |

- Datos: Q648612
- Multimedia: Serra-di-Scopamène / Q648612

1. ↑  Worldpostalcodes.org, código postal n.º 20127.
2. ↑  INSEE, Datos de población para el año 2012 de Serra-di-Scopamène (en francés).